# Giurgiulena
La giurgiulèna (chiamata anche giuggiulena, o cubàita in Sicilia occidentale) è un tipico dolce di Natale, in uso nella cucina siciliana (inserito tra i Prodotti agroalimentari tradizionali siciliani)  e in gran parte della Calabria.

## Descrizione
L'ingrediente principale è il sesamo, che in siciliano e in calabrese è indicato appunto con i termini giuggiulena, gigiolena, giuggiulea o ciciulena. La ricetta si basa sulla composizione di semi di sesamo versati nel miele e fissati dalla caramellizzazione degli zuccheri (in una versione arricchita si aggiungono anche mandorle e scorzette di arancia candite), a modo di torroncino.
Richiede una preparazione molto lunga, con un riposo di ventiquattr'ore. La giuggiulena viene in genere tagliata a rombi o rettangoli, a volte cosparsa con confetti colorati e presentata in porzioni individuali, a volte anche su aromatiche foglie di arancio. Come per molti altri dolci siciliani, anche la giuggiulena è un'eredità della pasticceria araba,: in arabo il termine ǧulǧulān/ǧulǧalān (جلجلان) significa, infatti, "seme di coriandolo o di sesamo".